# Nikielin
Nikielin (kupfernickel) – minerał, z gromady arsenków. Należy do minerałów bardzo rzadkich. Współwystępuje z annabergitem i arsenopirytem. 

## Nazwa
Nazwa „nikielin” (fr. nickéline) nawiązuje do jego składu chemicznego, w którym dominuje nikiel. Została nadana w roku 1832 przez francuskiego mineraloga François Beudanta (1787–1850) i zastąpiła wcześniejsze określenie kupfernickel, wprowadzone w 1694 roku przez niemieckiego alchemika i geologa Urbana Hjärnego (1641–1724), które odnosiło się do niemieckiego słowa kupfer, czyli miedź oraz prawdopodobnie do imienia Nicolaus, którym określano złośliwego gnoma (w krajach anglojęzycznych drugi człon nazwy kojarzy się z terminem Old Nick oznaczającym diabła). Pogardliwa nazwa wynikała z faktu, że chociaż nikielin przypomina z wyglądu minerały miedzi i po roztworzeniu w kwasie azotowym daje zielony roztwór (podobnie jak minerały miedzi), nie było możliwe wyizolowanie z niego pożądanego metalu.
W roku 1751 Axel Cronstedt otrzymał z nikieliny znalezionej w szwedzkiej kopalni w Los nowy pierwiastek – nikiel.

## Charakterystyka

### Właściwości
Zwykle występuje w skupieniach ziarnistych, zbitych, groniastych. Niekiedy tworzy dendryty o strukturze „drzewiastej”. Jest kruchy, nieprzezroczysty,
zawiera ok. 44% niklu. Często zawiera domieszki kobaltu, żelaza, antymonu i siarki.

### Występowanie
Występuje w złożach magmowych razem z innymi siarczkami i arsenkami oraz w niektórych hydrotermalnych żyłach kruszcowych.
Miejsca występowania:
- Na świecie: Argentyna – La Rioja, Kanada – Cobalt w Ontario, USA – Franklin w New Jersey, Algieria – Bou Azer, Japonia, Niemcy, Czechy.

- W Polsce: śladowe ilości zostały stwierdzone w dolnośląskich łupkach miedzionośnych, w łupkach ogniotrwałych w okolicach Nowej Rudy, łupkach mikowych k.Lwówka, także w Kowarach i okolicach Kamiennej Góry.

### Zastosowanie
- ma znaczenie przemysłowe jako podrzędna ruda niklu (ok. 44% Ni),
- bywa interesujący dla wyspecjalizowanych kolekcjonerów.